# Джалкинское сельское поселение
Джалкинское се́льское поселе́ние — муниципальное образование в Гудермесском районе Чечни Российской Федерации.
Административный центр — село Джалка.

## История
Статус и границы сельского поселения установлены Законом Чеченской Республики от 27 февраля 2009 года № 19-р «Об образовании муниципального образования Гудермесский район и муниципальных образований, входящих в его состав, установлении их границ и наделении их соответствующим статусом муниципального района, городского и сельского поселения».

## Население
| 2010  | 2012  | 2013  | 2014  | 2015    | 2016    | 2017  |
| ----- | ----- | ----- | ----- | ------- | ------- | ----- |
| 7415  | ↗7725 | ↗7923 | ↗8068 | ↗8254   | ↗8417   | ↗8519 |
| 2018  | 2019  | 2020  | 2021  | 2023    | 2024    |       |
| ↗8674 | ↗8837 | ↗8972 | ↗9999 | ↗10 082 | ↗10 213 |       |

## Состав сельского поселения
| № | Населённый пункт | Тип населённого пункта       | Население |
| - | ---------------- | ---------------------------- | --------- |
| 1 | Джалка           | село, административный центр | ↗10 213   |